# Св. св. Кирил и Методий (Гоце Делчев)
„Свети Кирил и Методий и Свети Илия“ е църква в град Гоце Делчев (Неврокоп), България, катедрален храм на Неврокопската епархия на Българската православна църква.

## История
Храмът е построен в началото на XX век в махалата Вароша – към 1909 година е още недовършен. В ръцете е на българите екзархисти. Повод за строителството му стават дългогодишните ожесточени спорове от втората половина на XIX и началото XX век между привържениците на Цариградската патриаршия и Българската екзархия на кого да принадлежи близката църква „Успение на Пресвета Богородица“. Патриаршистите с подкрепата на османската администрация в Неврокоп успяват да вземат връх. По тази причина българското екзархийско население взема решение да построи свой нов митрополитски храм. Изграждането му започва през 1904 година и продължава до 1907 година. По-късно се взема решение за пристрояване на висока четириетажна камбанария. Същата е изградена в 1914 година. В храма са пренесени иконите от несъществуващия днес параклис „Св. пророк Илия“, който е бил в много тежко състояние и готов да падне. Последният се е намирал в местността Старото гробе. Затова митрополитската църква носи името „Св. св. Кирил и Методий и св. пророк Илия“. 
В архитектурно отношение храмът представлява трикорабна псевдобазилика с двускатен покрив, покрит с нови керемиди. На него има купол с осем прозореца. От изток има голяма апсида. Църквата има три врати – от запад, север и изток, но се употребява само западната врата. Вътрешното пространство на храма се състои от две части – олтар и наос. Подът е покрит с красива съвременна мозайка от цветен мрамор, колоните са облицовани със зелен мрамор, а прозорците са със цветно стъкло. Полилеите са нови. Нови са и красиво резбованите иконостас  и владишки трон.
Храмът е обявен за паметник на културата с местно значение. В нея има 75 икони от ХVІІІ и ХІХ век, дело на майстори от Банската художествена школа.
До църквата е погребан неврокопският митрополит Макарий (1916-1934).